# Pat Mooney

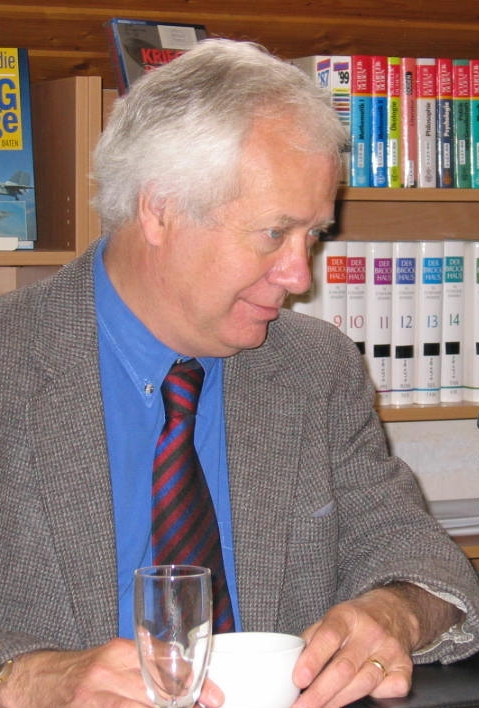
Pat Mooney 2005

Pat R. Mooney (* 1947) ist ein kanadischer Entwicklungshelfer und Technikkritiker.

## Leben
Bis 2002 beschäftigte sich Mooney bei der Organisation Rural Advancement Fund International (RAFI) mit den sozio-ökonomischen Einflüsse moderner Technologien auf ländliche Gemeinschaften. Seit 2001 arbeitet die Gruppe unter dem Namen ETC Group (Action Group on Erosion, Technology and Concentration) an ernährungsbezogenen Fragen der Technikfolgenabschätzung mit Büros in Kanada, USA, Mexiko und Großbritannien und Kooperationspartnern in aller Welt.
Sein aktuelles Forschungsgebiet sind die Technologiefolgen der Nanotechnologie.

## Auszeichnungen
- 1985: Right Livelihood Award, gemeinsam mit Cary Fowler
- 1998: Pearson Peace Medal, für seinen Einsatz zur Bewahrung genetischer Ressourcen in der Landwirtschaft der Dritten Welt

## Schriften (Auswahl)
- Seeds of the Earth. A Private or Public Resource? Food First Books, S. l. 1979, ISBN 0-88801-493-7 (dt.: Saat-Multis und Welthunger. Wie die Konzerne die Nahrungsschätze der Welt plündern. Rowohlt, Reinbek bei Hamburg 1981, ISBN 3-499-14731-9).
- (mit Cary Fowler): Shattering: Food, Politics, and the Loss of Genetic Diversity. University of Arizona Press, Tucson AZ 1990, ISBN 0-8165-1181-0 (dt.: Die Saat des Hungers. Wie wir die Grundlagen unserer Ernährung vernichten. Rowohlt, Reinbek bei Hamburg 1991, ISBN 3-499-12987-6).
- (mit Armin Reller): Nanotechnologie. Aufbruch ins Ungewisse. Oekom-Verlag, München 2006, ISBN 3-86581-050-0.
- Next BANG! Wie das riskante Spiel mit Mega-Technologien unsere Existenz bedroht. Bearbeitet von Niclas Hällström. Oekom-Verlag, München 2010, ISBN 978-3-86581-212-4.

## Vorträge (Auswahl)
- (mit Lili Fuhr): Technology Assessment. Tricks or Treaties? Bits & Bäume 2018. Die Konferenz für Digitalisierung und Nachhaltigkeit. Online verfügbar unter: https://media.ccc.de/v/bub2018-364-technology_assessment_tricks_or_treaties (Videoportal des CCC)
- (mit Lili Fuhr und Marek Tuszynski): Efficiency & Madness in the Technosphere. Working towards an informed and constructive civil society critique of technofixes. Bits & Bäume 2018. Die Konferenz für Digitalisierung und Nachhaltigkeit. Online verfügbar unter: https://media.ccc.de/v/bub2018-96-efficiency_madness_in_the_technosphere (Videoportal des CCC)